# 린다 블레어
린다 블레어(Linda Blair, 1959년 1월 22일~)는 미국의 배우, 동물권 활동가이다. 스크림 퀸의 대표 주자로 손꼽힌다. 《엑소시스트》(1973)로 처음 두각을 나타냈으며 이 작품을 통해 1974년 제31회 골든 글로브 여우조연상을 수상하고 제46회 아카데미 여우조연상 후보에 지명되었다. 이후 후속편인 《엑소시스트 2》(1977)와 《엑소시스트: 믿는 자》(2023)에도 출연하였다.

## 출연 작품

### 영화
- 엑소시스트 (1973)
  - 엑소시스트 2 (1977)
  - 엑소시스트: 믿는 자 (2023)
- 에어포트 75 (1975)
- 엔테베 특공작전 (1976)
- 롤러 부기 (1979)
- 헬 나이트 (1981)
- 여감방 (1985)
- 그로테스크 (1988)
- 고스트하우스 2 (1988)
- 나이트 칠링 (1989)
- 리포제스트 (1990)
- 저주받은 정사 (1995)
- 스크림 (1996)